# David Begg
David Knox Houston Begg (ur. 25 czerwca 1950 w Salisbury, Wiltshire) – brytyjski ekonomista. Autor raportów, książek i podręczników ekonomicznych na temat polityki ekonomicznej krajów Unii Europejskiej a także makroekonomii i mikroekonomii, profesor ekonomii w Birkbeck College w Londynie (1987–2003) oraz dyrektor Imperial College London Business School.
Ukończył studia ekonomiczne w St. John's College (Cambridge) i Nuffield College (Oxford). Doktorat z nauk ekonomicznych obronił w Massachusetts Institute of Technology, USA (1977). 
W latach 1983 i 1988-89 brał udział, w charakterze eksperta, w pracach komisji Izby Gmin i Izby Lordów. Był także doradcą ekonomicznym rządu Czechosłowacji (1990–1991) i Banku Anglii (1996).
W latach 1984–2000 był wydawcą międzynarodowego czasopisma naukowego „Economic Policy”.
W 1983 wszedł w skład zespołu Centrum Analiz Polityki Gospodarczej (Centre for Economic Policy Research), a od 2004 jest także członkiem Royal Society of Edinburgh. 

## Tłumaczenia na język polski
- D. Begg, Mikroekonomia, Warszawa 2007, ISBN 978-83-208-1641-9.
- D. Begg, Makroekonomia, Warszawa 2007, ISBN 978-83-208-1644-0.